# 罗兹多利亚 (扎波罗热州)
47°57′42″N 35°29′31″E / 47.96167°N 35.49194°E
羅茲多利亞（烏克蘭語：Роздолля）是位於烏克蘭東南部的村莊，由扎波羅熱州扎波羅熱区的巴甫利夫斯凱市鎮負責管轄。該村始建於1870年，面積0.435平方公里，距離泽莱内0.5公里，2001年人口72。